# Cattleya pfisteri
Cattleya pfisteri är en orkidéart som först beskrevs av Guido Frederico João Pabst och Karlheinz Senghas, och fick sitt nu gällande namn av Van den Berg. Cattleya pfisteri ingår i släktet Cattleya och familjen orkidéer. Inga underarter finns listade i Catalogue of Life.

## Bildgalleri

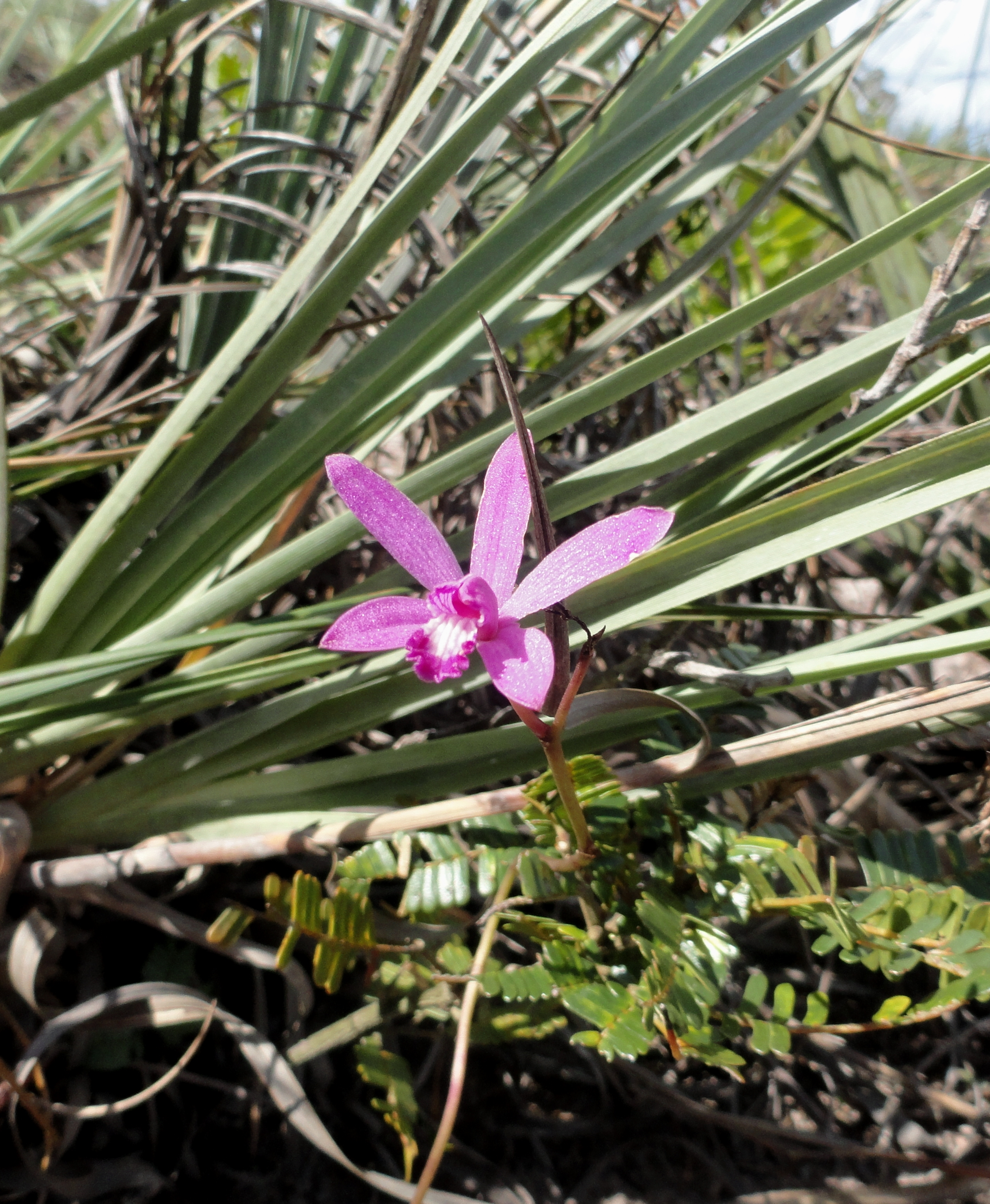
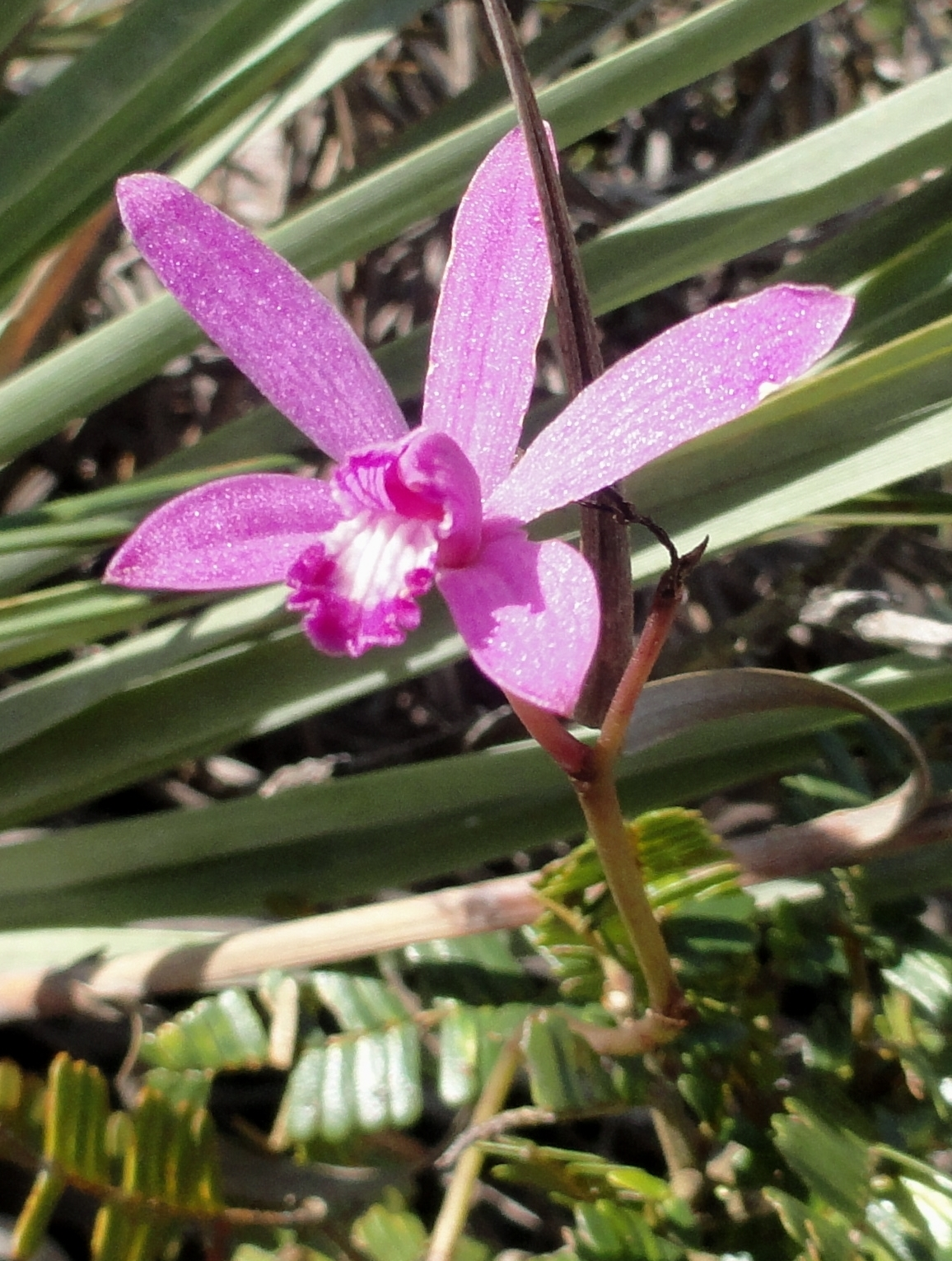